# Travellers Club (Paris)

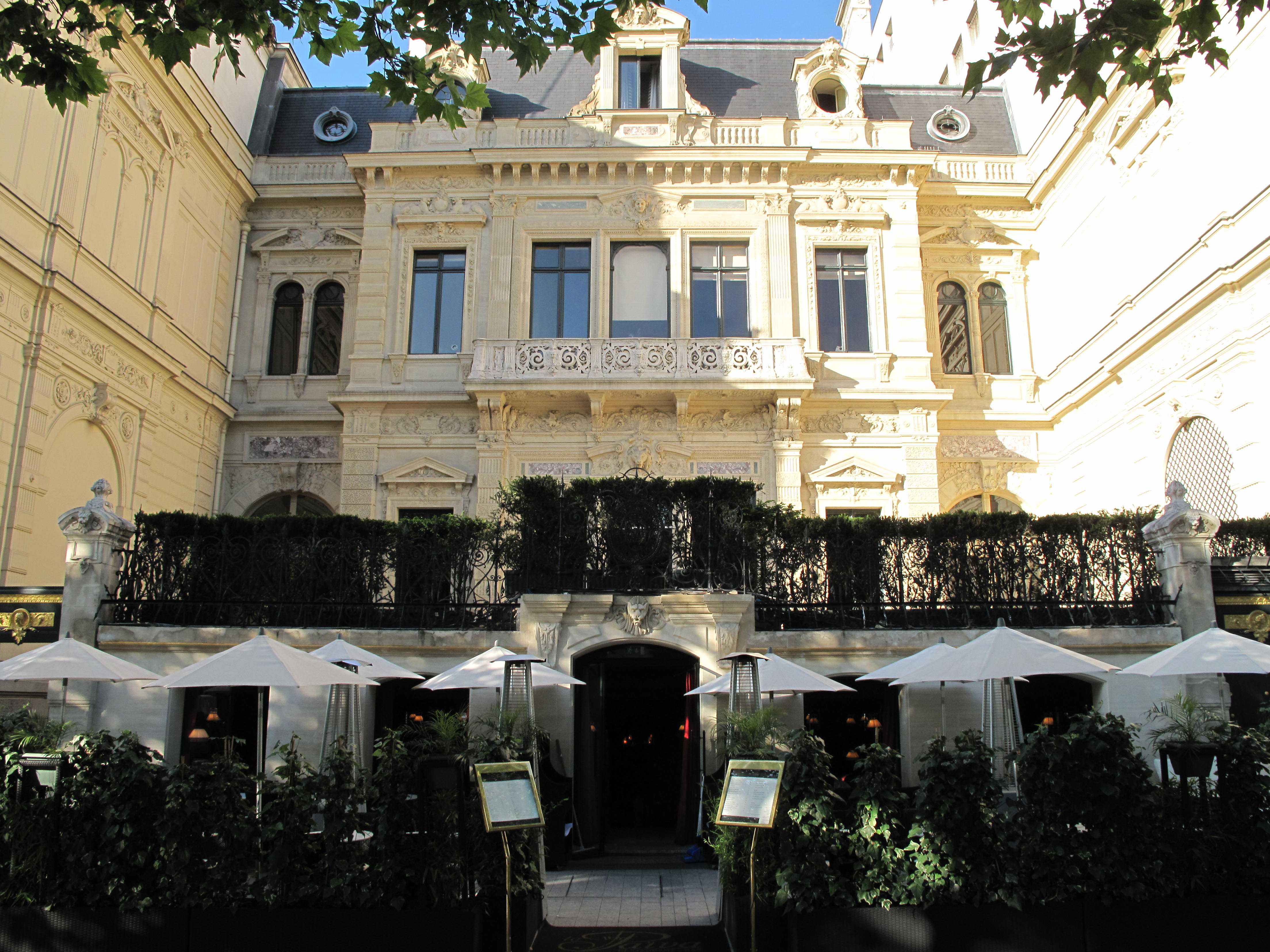
Façade de l'hôtel de la Païva, demeure historique du Travellers Club.

Le Travellers Club, souvent appelé Travellers, est un gentlemen’s club fondé à Paris, en 1903. Il est installé depuis sa création à l’hôtel de la Païva, sur l'avenue des Champs-Élysées, dans le 8e arrondissement de Paris.
Il porte le même nom qu’un autre gentlemen’s club notoire basé à Londres, dont il est indépendant.

## Historique
Créé en 1903, le Travellers Club s'installe à l’hôtel de la Païva, ancienne demeure de la « Païva », célèbre courtisane du XIXe siècle. Il est créé sur le modèle des gentlemen's clubs anglais, répandu en France au XIXe siècle .
Rapidement convoité, le club ne tarde pas à être référencé parmi les « grands cercles » parisiens.

### AuXXIesiècle
Le Travellers Club compte actuellement 800 membres, dont beaucoup d'hommes d'affaires, de différentes nationalités; 40 % sont anglo-saxons. Fidèle à la tradition britannique, il est attaché à des codes précis, et est notamment réservé aux hommes.
Bénéficiant d'un cadre exceptionnel, le Travellers Club a aussi la responsabilité d'entretenir l'hôtel de la Païva, classé monument historique; il est en effet propriétaire de la monumentale demeure édifiée sous le Second Empire (qui constitue aujourd'hui le dernier hôtel particulier sur l'avenue des Champs-Élysées). Le club y parvient, notamment en louant le rez-de-chaussée à un restaurant, qui apporte des revenus substantiels nécessaires à l’entretien du monument. L'entretien de l'hôtel est effectué par une vingtaine de salariés.
Le Travellers Club est régulièrement cité parmi les clubs privés les plus prestigieux de Paris,. Il a notamment fait l’objet d’une présentation développée et documentée dans l’album Clubs et cercles d'Europe, de Serge Gleizes et Charles-Louis de Noüe, aux côtés d’une vingtaine d’autres clubs européens emblématiques.

## Admission
Deux parrains sont nécessaires pour présenter une candidature d'adhésion au Travellers Club. Les candidatures passent devant une dizaine de membres commissionnés pour examen.
Le droit d'admission est de 1 630 € ; le montant de la cotisation annuelle est fixé à 1 660 €.

## Membres connus
Parmi les membres historiques et actuels, on peut citer :
- SAR le Duc de Nemours, ancien président du Travellers
- Antoine Bernheim (1924 - 2012), dirigeant d'entreprise, banquier
- Valéry Giscard d'Estaing (1926 - 2020), président de la République
- Prince Alexandre de Yougoslavie (1924 - 2016)
- HRH the Duke of Kent
- SAS le prince Edouard de Lobkobwicz
- Baron Gérard de Waldner
- Patrick Ricard (1945 - 2012), homme d’affaires, industriel
- Maurice Druon, écrivain (qui a notamment parrainé Henri de Grossouvre au Travellers)
- Prince Charles-Louis d'Orléans, banquier (actuel président du Travellers)
- David de Rothschild, banquier
- Charles Beigbeder, entrepreneur
- Frédéric Beigbeder, écrivain